# Miss Italia 1989

Eleonora Benfatto

Partecipanti

Fabrizio Frizzi con Nadia Bengala che incorona Eleonora Benfatto

Miss Italia 1989 si è svolta a Salsomaggiore Terme e si è conclusa il 2 settembre 1989. Il concorso è stato condotto da Fabrizio Frizzi, in diretta da Salsomaggiore Terme su Rai Uno, con la direzione artistica di Enzo Mirigliani e l'organizzazione di Mirigliani con la collaborazione della RAI. Presidente della giuria artistica è stato Maurizio Costanzo, che ha incoronato la vincitrice del concorso, la sedicenne Eleonora Benfatto di Camposampiero (PD).

## Risultati
| Risultato finale  | Concorrente           |
| ----------------- | --------------------- |
| Miss Italia 1989  | - – Eleonora Benfatto |
| 2ª classificata   | - – Stefania Mega     |
| 3ª classificata   | - – Laura Panighello  |
| Miss Eleganza     | - – Serena Portoghese |
| Miss Cinema       | - – Anna Falchi       |
| Miss Linea Sprint | - – Luciana Palermo   |

## Concorrenti
1) Letizia Raco (Miss Valle D'Aosta)

2) Sabrina Tiraboschi (Miss Piemonte)

3) Eleonora Benfatto (Miss Triveneto)

4) Laura Panighello (Miss Veneto)

5) Ketty Zacchigna (Miss Friuli Venezia Giulia)

6) Alessandra De Pasquale (Miss Liguria)

7) Francesca Vezzosi (Miss Emilia)

8) Francesca Savorani (Miss Romagna Nord)

9) Roberta Mussoni (Miss Romagna Sud)

10) Loredana Vatteroni (Miss Toscana)

11) Anna Falchi (Miss Marche)

12) Raffaella Castelletti (Miss Abruzzo)

13) Simona Cutarelli (Miss Umbria)

14) Bianca Pazzaglia (Miss Lazio)

15) Barbara Di Benedetto (Miss Campania)

16) Stefania Mega (Miss Puglia)

17) Serena Portoghese (Miss Basilicata)

18) Emilia Di Maria (Miss Calabria)

19) Daniela Formica (Miss Sicilia)

20) Roberta Orrù (Miss Sardegna)

21) Raffaella De Leo (La Bella dei Laghi)

22) Morena Del Deserto (Miss Roma)

23) Claudia Corbetta (Miss Muretto D'Alassio)

24) Barbara Avallone (Miss Cinema Lombardia)

25) Virna Novarin (Miss Cinema Veneto)

26) Barbara Moreschi (Miss Cinema F.V.G)

27) Michela Zuccoli Simoni (Miss Cinema Toscana)

28) Moina Coccia (Miss Cinema Marche)

29) Barbara Tinarelli (Miss Cinema Umbria)

30) Sonia Marini (Miss Cinema Lazio)

31) Angela Buanné Maltese (Miss Cinema Campania)

32) Teresa Di Nunno (Miss Cinema Puglia)

33) Lucia Vento (Miss Cinema Sicilia)

34) Claudia Vargiu (Miss Eleganza Liguria)

35) Janira Majello (Miss Eleganza Lazio)

36) Rossella Partipilo (Miss Eleganza Puglia)

37) Franca Cucco (Ragazza in Gambissime Piemonte)

38) Petra Pitler (Ragazza in Gambissime T.A.A)

39) Arianna Checconi (Ragazza in Gambissime Veneto)

40) Marilena Tucci (Ragazza in Gambissime Toscana)

41) Alessandra Puggioni (Ragazza in Gambissime Lazio)

42) Katjuscia Caivano (Ragazza in Gambissime Campania)

43) Mariangela Catania (Ragazza in Gambissime Sicilia)

44) Cristina Mantovani (Miss Linea Sprint Valle D'Aosta)

45) Barbara Pepi (Miss Linea Sprint T.A.A)

46) Elisabetta Caliri (Miss Linea Sprint Triveneto)

47) Micaela Busato (Miss Linea Sprint Veneto)

48) Barbara Ghiardo (Miss Linea Sprint Liguria)

49) Mara Gallinucci (Miss Linea Sprint Romagna)

50) Francesca Coraci ((Miss Linea Sprint Toscana)

51) Maria Rita Capotosti (Miss Linea Sprint Umbria)

52) Cristina Ferraiolo (Miss Linea Sprint Campania)

53) Jacqueline Montanari (Miss Linea Sprint Puglia)

54) Elisabetta Triglia (Miss Linea Sprint Sicilia)

55) Vanessa Rossi (Miss Modella Domani Lombardia)

56) Maria Grazia Frison (Miss Modella Domani Veneto)

57) Luciana Palermo (Miss Modella Domani Toscana)

58) Roberta Imperatori (Miss Modella Domani Lazio)

59) Maddalena Arena (Miss Modella Domani Calabria)

60) Malin Di Mauro (Miss Modella Domani Sicilia)